# Gabriel González Gaitán
Gabriel González Gaitán (Villavieja, 8 de julio de 1819-San Mateo, hoy Rivera, 13 de mayo de 1893) fue un político, militar y escritor colombiano, penúltimo Presidente del Estado Soberano de Tolima. 

## Biografía
Nació en 1819, hijo de Manuel María González Montalvo y Silveria Gaitán Cardozo, en la Hacienda El Cardón. Estudió medicina en la Universidad del Rosario, donde se graduó a los 20 años de edad. 
Comenzó su carrera política en enero de 1851 como secretario del administrador de Correos y Hacienda de la Provincia de Neiva, Valentín Trujillo. Entre octubre y diciembre de 1853 fue gobernador de esta provincia, para después ser Representante a la Cámara, donde, en calidad de legislador, firma la Constitución neogranadina de 1853. A finales de 1859 participa de la firma de una protesta, junto con José Hilario López, José Rojas Garrido, entre otros políticos liberales de la región, contra las leyes aprobadas por el gobierno de Mariano Ospina Rodríguez, y donde amenazaban con boicotear los comicios presidenciales si no se derogaban las leyes. Así, expresó su apoyo al levantamiento radical liderado, entre otros, por Tomás Cipriano de Mosquera (Cauca) y Juan José Nieto (Bolívar), que terminó por derrocar a Ospina en julio de 1861. 
Con la contienda terminada a favor de los insurrectos, en 1863 González es nombrado secretario general de la presidencia del Estado Soberano de Tolima. En 1865 participa aplastando un levantamiento conservador liderado por Manuel Casabianca contra el régimen liberal. Continúa aplastando rebeliones durante su gestión como jefe militar del Departamento de Neiva. Por estos años también fue Senador por su estado. 
En 1879 es nombrado secretario de gobierno de Ignacio Manrique Calderón y afronta la invasión a Tolima lanzada desde Cundinamarca por Didacio R. Delgado, contienda que termina con la firma del Tratado de Natagaima en diciembre de 1879. También colabora con los gobiernos de Frutos Santos y Marcelo Barrios. 
Al acabar el mandato de Barrios, lanzó su candidatura a la presidencia estatal, enfrentándose al conservador Pastor Herrera y a los liberales independientes Ascisclo Molano y Clímaco Iriarte, todos a quienes termina por derrotar. 
Después de esto, en un intento de mediar con el radicalismo, Rafael Núñez le ofrece el puesto de Ministro de Gobierno, tras la renuncia de Eustorgio Salgar, el 21 de agosto de 1884. Al día siguiente, Núñez promulgó su nombramiento en el Diario Oficial. Sin embargo, González no asumió el puesto debido a las presiones del Partido Liberal, frustrando cualquier intento de reconciliación entre los radicales y los independientes.  
En 1884 estalla una nueva guerra civil, de la cual González toma parte enfrentándose a Núñez. Sin embargo, su rebelión es aplastada por las tropas de Manuel Casabianca, con las victorias del ejército oficialista en las batallas de Cogotes y Chacaya, significando esto la expulsión del poder de González y su posterior entrega a las autoridades. 
Finalmente, se retira junto con su esposa Felisa Borrero y su familia a la vereda La Ulloa, en el municipio de San Mateo, aunque sigue frecuentando la capital departamental, Neiva. Fallece el 13 de mayo de 1893.